# Von Zeipel (cràter)
Von Zeipel és un cràter d'impacte pertanyent a la cara oculta de la Lluna. En part se superposa a la vora oriental del cràter més gran Fowler, i s'introdueix en el seu sòl interior. Al nord de Von Zeipel es troba el cràter Esnault-Pelterie, i al sud apareix Klute.

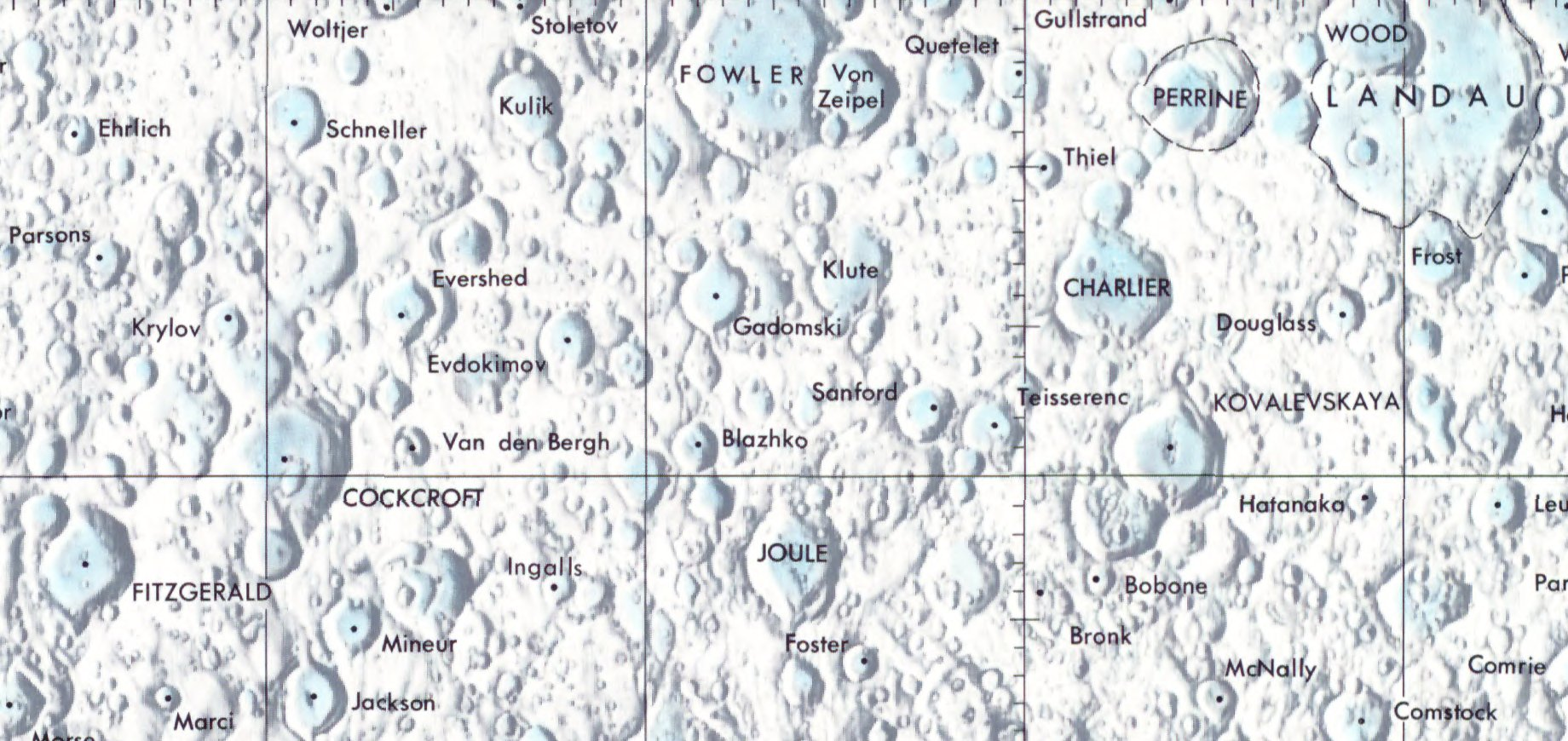
Localització de Von Zeipel (centre de la vora superior de la imatge).

És una formació erosionada, particularment en els costats oest i sud-oest. La vora restant està desgastada i arrodonida per impactes més petits, encara que el perímetre encara es distingeix clarament. Un cràter petit i desgastat travessa el bord sud-sud-oest i un cràter en forma de copa apareix situat prominentment en la meitat nord del sòl interior.

## Cràters satèl·lit
Per convenció aquests elements són identificats en els mapes lunars posant la lletra en el costat del punt mitjà del cràter que està més proper a Von Zeipel.
|            | \| Von Zeipel \| Coordenades \| Diàmetre \| \| ---------- \| -------------------------------------- \| -------- \| \| J \| 40° 48′ N, 139° 18′ O / 40.8°N,139.3°O \| 39 km \| |          |
| Von Zeipel | Coordenades | Diàmetre |
| J          | 40° 48′ N, 139° 18′ O / 40.8°N,139.3°O | 39 km    |